# Pieter Gerritsz. van Roestraeten

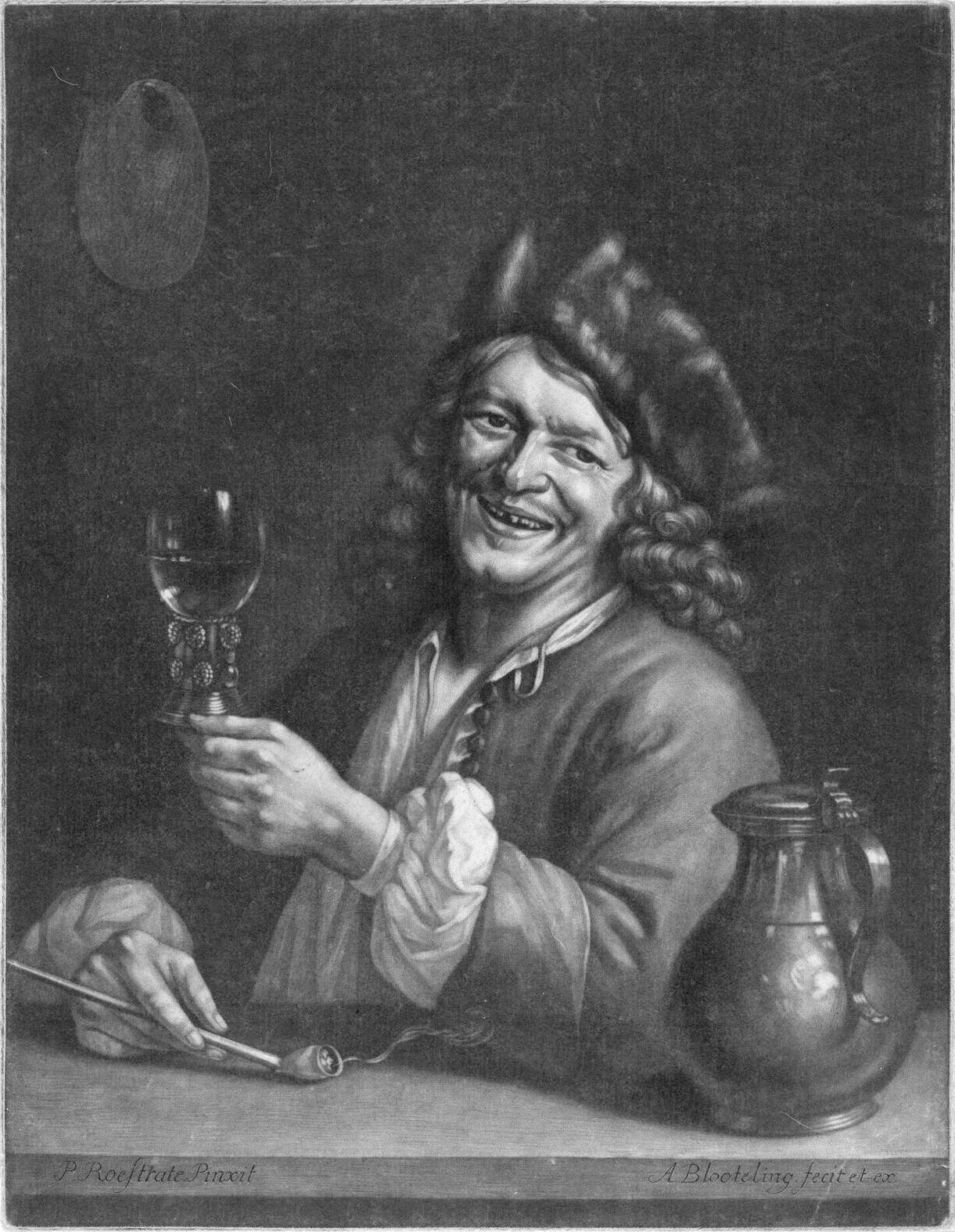
Pieter Gerritsz. van Roestraeten (mezzotint naar een zelfportret, door Abraham Bloteling)

Pieter Gerritsz. van Roestraeten (Haarlem, 1630 - Londen, 1700) was een Nederlands kunstschilder en tekenaar vermaard om zijn stillevens.  Hij schilderde ook  genrestukken enzelf portretten.

## Leven

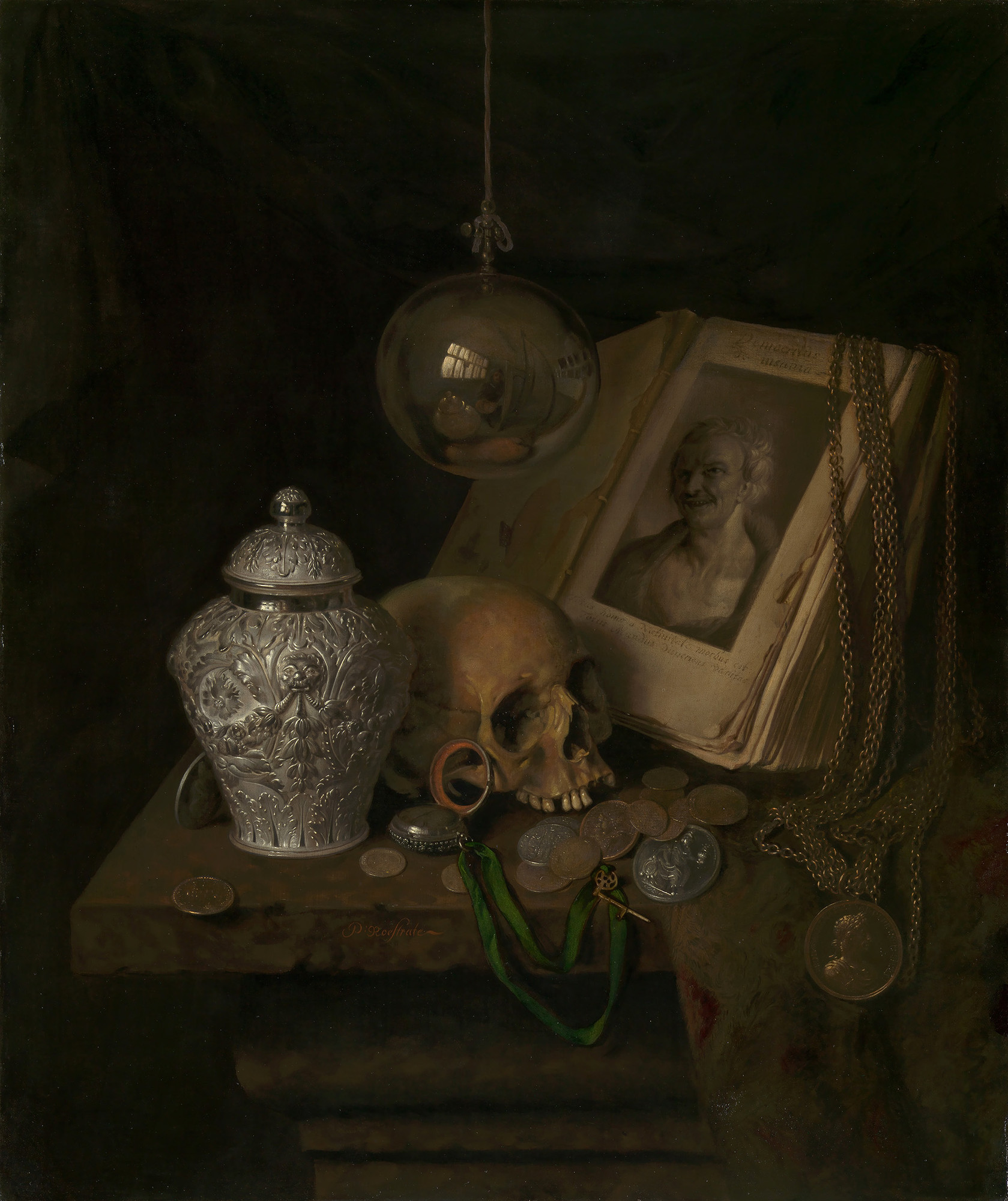
Vanitas, Royal Collection Trust

Van Roestraeten werd in Haarlem gedoopt op 21 april 1630. Op 16-jarige leeftijd ging hij in de leer bij de befaamde meester Frans Hals. In 1654 trouwde hij met diens dochter Adriaentje. Arnold Houbraken vermeldt in zijn werk De groote schouburgh der Nederlantsche konstschilders en schilderessen een komische anekdote over een gebeurtenis die zich voordeed tussen de jonge Adriaen Brouwer en Adriaentje toen zij nog een baby was, waarbij beiden elkaar 'bescheten'.
Het echtpaar vestigde zich in Amsterdam en vertrok later naar Londen, waar meerdere Nederlandse kunstschilders destijds hun geluk zochten, met name als portretkunstenaars. Zij waren daar in elk geval voor 1666, omdat de schilder er getuige was van de Grote brand van Londen in dat jaar. Houbraken vermeldt dat Van Roestraten bij de gebeurtenissen aan zijn heup gewond raakte, waardoor hij zijn verdere leven kreupel zou blijven.
Hij maakte in Londen kennis met Peter Lely, een portretkunstenaar van Nederlandse afkomst die in Engeland grote faam had verworven. Deze introduceerde hem aan het hof van Karel II, echter op voorwaarde, kennelijk beducht voor concurrentie, dat Van Roestraeten de portretkunst op zou geven. Deze voldeed aan het verzoek. Er zijn geen latere portretten van hem bekend, afgezien van een enkel zelfportret.

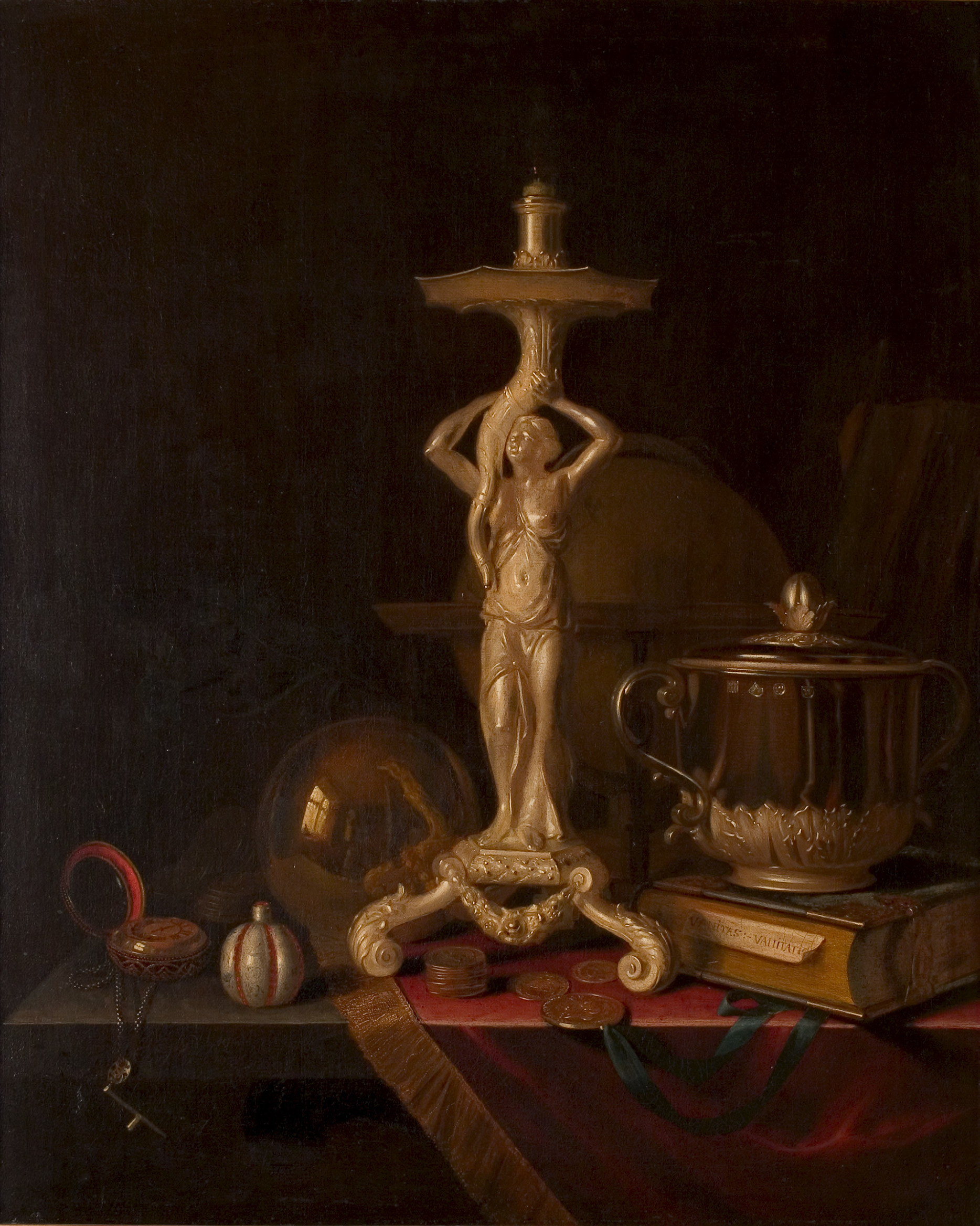
Vanitas

Hij hertrouwde met een jongere vrouw nadat zijn vrouw overleden was.  Hij overleed in Londen en werd er begraven op 10 juli 1700.

## Werk
Hij werd een bekwaam stillevenschilder, vooral geprezen voor zijn weergave van zilveren voorwerpen. Hij kreeg goede prijzen voor zijn werk, zodat hij lange tijd op comfortabele wijze in Engeland kon leven.
De meeste van zijn stillevens zijn pronkstillevens en vanitasstillevens. In zijn pronkstillevens kon hij zijn bekwaamheid tonen om weerkaatsende oppervlakken van metalen voorwerpen en, in het bijzonder, zilver af te beelden. Deze schilderijen kunnen tot op zekere hoogte worden beschouwd als 'portretten' van de voorwerpen die zijn aristocratische opdrachtgevers bezaten. De verschillende voorwerpen in deze composities dienen als symbolen die kunnen worden gelezen als een vermaning of een levensles. De voorwerpen hebben meestal een vanitas-betekenis, omdat ze verwijzen naar de vergankelijkheid en leegheid van rijkdom en bezittingen en de uiteindelijke uitdoving en leegheid van het aardse leven. Een voorbeeld is het Vanitas stilleven in de Royal Collection Trust. Het bevat verschillende voorwerpen die de vanitasbetekenis oproepen: een schedel, een glazen bol en een zakhorloge. Het boek is opengeslagen bij een prent van een lachende Democritus met daarop in het Latijn regels die vertaald kunnen worden als: 'Iedereen is ziek vanaf zijn geboorte / ijdelheid ruïneert de wereld'. In de hangende glazen bol in de compositie is de weerspiegeling van een kamer te zien en de figuur van een kunstenaar die naar de toeschouwer kijkt, waarschijnlijk een zelfportret. In ten minste negen stillevens van van Roestraten zijn zelfportretten geïdentificeerd.
Van Rosetraten schilderde een aantal zelfportretten, waarvan er vier bewaard zijn gebleven. Op al deze portretten houdt de kunstenaar voorwerpen vast die in zijn stillevens voorkomen, zoals glaswerk, een pijp van klei en een citroen. Op één zelfportret houdt hij een heel groot wijnglas vast, misschien als verwijzing naar Bacchus of het zintuig smaak.
Hij schilderde ook een aantal genretaferelen.